# Neue Ausgrabungen und Forschungen in Niedersachsen
Neue Ausgrabungen und Forschungen in Niedersachsen ist eine archäologische Fachzeitschrift aus Niedersachsen. 
Die von der Römisch-Germanischen Kommission vorgeschlagene Abkürzung lautet NAFN.
Neue Ausgrabungen und Forschungen in Niedersachsen erscheint seit 1961 in unregelmäßiger Folge. Die Zeitschrift wurde durch Herbert Jankuhn begründet, der sie bis Band 6 auch herausgab. Danach übernahm die Archäologische Kommission für Niedersachsen die Herausgeberschaft, welche sie sich seit Band 21 mit dem Seminar für Ur- und Frühgeschichte an der Universität Göttingen teilt. Bis heute sind 27 Bände der Neue Ausgrabungen und Forschungen in Niedersachsen erschienen.
Die Zeitschrift erschien in folgenden Verlagen:
- Ausgabe 1–20 (bis 1992): August Lax Verlagsbuchhandlung, Hildesheim
- ab Ausgabe 21: Wachholtz Verlag, Neumünster